# Vestingwerken van Goor
De vestingwerken van Goor waren de verdedigingswerken van de Nederlandse stad Goor. De werken bestonden uit een kasteel, stadsgrachten, poorten en mogelijk een aarden omwalling. Van de verdedigingswerken zijn geen zichtbare restanten bewaard gebleven: alleen de stadsgrachten en de locatie van het kasteel zijn in het huidige stratenpatroon nog enigszins herkenbaar. 

## Geschiedenis
Goor is ontstaan uit twee losse nederzettingen op verhogingen midden in een moerasgebied, nabij een doorwaadbare plek in de Regge. Op deze plek kruiste de Regge de handelsweg van Deventer naar het oosten. Daarmee lag Goor dus op een strategische locatie. De oudste nederzetting lag in het zuidwesten rondom de Hofkerk en werd al begin 11e eeuw in documenten genoemd; in het noorden ontwikkelde zich eind 13e eeuw een nieuwe stedelijke nederzetting op het Schild, pal naast het 12e-eeuwse kasteel van Goor. Beide woonkernen waren sinds 1280 met elkaar verbonden door een verhoogde weg, de Ban Dijck.

### Kasteel
Het kasteel - ook wel borg genoemd - werd bewoond door de graven van Goor, die in de 12e en 13e eeuw in deze streek de vertegenwoordigers waren van de bisschop van Utrecht. De graven kwamen echter in conflict met bisschop Otto III, die in 1248 het kasteel bezette met hulp van graaf Willem II van Holland. Voortaan was het kasteel weer het bezit van de bisschop, die er een kastelein als beheerder aanstelde. De borg is in 1261 door graaf Otto II van Gelre verwoest en werd in 1311 door de burgers van Groenlo in brand gestoken. In 1348 werd de borg opnieuw verwoest, nu door Gijsbrecht V van Bronckhorst.
Vanaf de 13e eeuw ontwikkelde zich het systeem van borgmannen. Deze functie hield onder meer in dat de borgman de bisschop militair moest ondersteunen. In 1313 woonden er twintig borgmannen in Goor, in 1379 was dit afgenomen tot circa twaalf. Aanvankelijk dienden zij in of nabij de bisschoppelijke borg te wonen, maar later mochten ze ook op een zogenaamde klokkenslag van Goor verwijderd hun woonplek inrichten. Dit leidde tot de bouw van eigen kastelen.

### Stadsontwikkeling
In 1263 gaf bisschop Hendrik van Vianden stadsrechten aan Goor. Hij hoopte dat het strategisch gelegen Goor hierdoor een bruikbaar militair steunpunt werd in zijn strijd tegen onder andere het graafschap Gelre. De stedelijke ontwikkeling vond echter niet alleen plaats rondom de bestaande Hofkerk, maar vanaf circa 1280 vooral op het lege terrein van het Schild naast het kasteel. Zowel het Schild als de oude nederzetting bij de kerk beschikten nu over een omgrachting met stadspoorten. Goor zou zich voortaan beter kunnen verdedigen tegen aanvallen vanuit Gelre.

### Ontmanteling en herstel
In 1518 kregen diverse Twentse plaatsen de opdracht om hun vestingwerken te ontmantelen. Ook Goor moest hieraan gehoor geven. De bezettingen door Gelre in 1520 en 1522 brachten de stad echter dermate veel schade dat werd besloten om de verdedigingswerken weer te herstellen.

### Tachtigjarige Oorlog

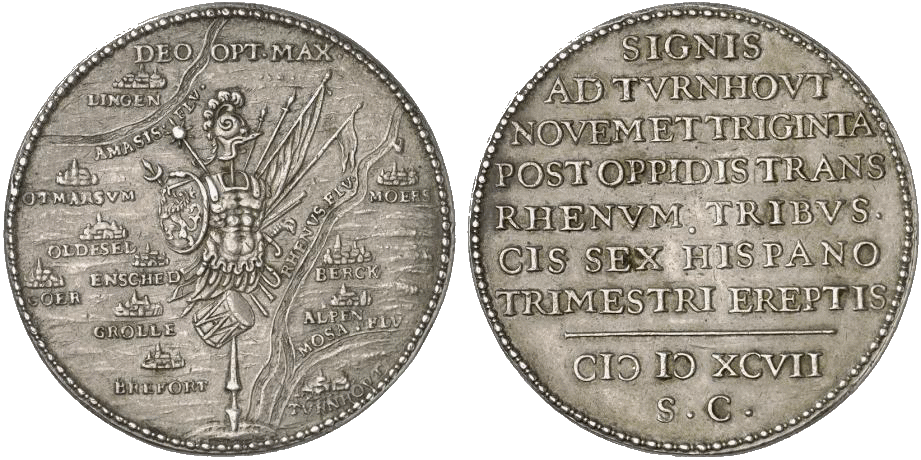
Overwinningsmunt uit 1597, met de vermelding van de ingenomen stad Goor

Ondanks de strategische ligging van Goor aan de toegangsweg naar Twente, werd de kleine stad tijdens de Tachtigjarige Oorlog niet van belangrijke versterkingen voorzien. Wel waren er kennelijk bij de Hofkerk en het Schild twee schansen aangelegd. In 1581 waren deze schansen onderdeel van de Slag om Goor, toen een Staats leger probeerde om Goor op de Spanjaarden te veroveren. De Staatsen verloren deze strijd, zodat Goor voorlopig in Spaanse handen bleef. 
Na een kortstondige bezetting in 1589 door prins Maurits kwam Goor in 1597 opnieuw in Staatse handen. Omdat het legeren van garnizoenen in de diverse Twentse stadjes erg veel mankracht kostte, werd onder andere Goor verplicht zijn verdedigingswerken te ontmantelen. 
De Spaanse bevelhebber Spinola bezette Goor in 1606 en verbleef ook zelf enige tijd in de stad. Het is aannemelijk dat hij hierbij de verdedigingswerken van Goor weer herstelde, maar bewijs is hier niet voor. In 1611 werd Goor uiteindelijk overgedragen aan de Republiek.

## Beschrijving

### Kasteel
Het is niet bekend wanneer het kasteel is gesticht, maar vermoedelijk was dat in de 12e eeuw. Het kasteel was omgeven door een gracht. Zowel in 1261 als 1311 werd het kasteel verwoest en ook weer hersteld. De verwoesting van 1348 betekende echter het definitieve einde. Alleen de omgrachting bleef toen behouden, alhoewel de ruïne het nog tot 1392 volhield.
Uit grondradaronderzoek is naar voren gekomen dat zich nog restanten van het kasteel in de ondergrond bevinden.

### Grachten en omwalling
De oudste stadsverdediging dateert uit eind 13e eeuw, na het verkrijgen van de stadsrechten in 1263. Beide woonkernen kregen toen een eigen omgrachting. De oude kern bij de Hofkerk kreeg twee stadspoorten. In de late middeleeuwen is dit stadsdeel uitgebreid in oostelijke richting, waarbij ook deze nieuwe wijk een stadsgracht kreeg.

#### Het Schild
Naast de borg lag aanvankelijk een leeg terrein, bestaande uit een hoefijzervormig paraboolduin met in het midden een laagte. In de periode 1275-1280 werd rondom het duin een gracht gegraven, waarna de vrijgekomen aarde - naar schatting 26.000 m³ - werd gebruikt om de laagte in het midden van het duin op te vullen. Op deze manier ontstond een heuvel van ruim twee meter hoog met een doorsnede van 160 meter waarop de nieuwe nederzetting van het Schild gebouwd werd. In de bronnen wordt deze nederzetting ook wel als de nieuwe stad aangeduid.
De omgrachting van deze nieuwe woonkern sloot in het noordoosten aan op de reeds bestaande slotgracht van het kasteel. Verder waren er in het Schild drie stadspoorten: de Molenpoort in het noorden, de Hoogepoort in het zuiden en de Steenpoort in het zuidoosten. Over de grachten lagen bruggen en rondom de stad was mogelijk een aarden wal aangebracht. Aan de noordzijde van de stad is ook nog een rondeel aangelegd.
Van de Steenpoort zijn restanten terug gevonden. Bij rioleringswerk in de Hengevelderstraat - in vroeger tijden de Steenstraat genoemd - is een muurdeel van kloostermoppen aangetroffen. Tevens zijn in 2008 bij archeologisch onderzoek de restanten van de bijbehorende poortwachterswoning gevonden.
Op een tekening van Jacob van Deventer uit midden 16e eeuw is te zien dat het Schild op dat moment beschikte over drie stadspoorten, een gracht en mogelijk een omwalling. Deze verdedigingswerken vormden samen een vesting waar in de Tachtigjarige Oorlog om werd gestreden.
Alkmaar · Amsterdam · Borculo · Bredevoort · Coevorden · Enschede · Goor · Haarlem · Hattem · 's-Hertogenbosch · Huissen · Klundert · Lochem · Maastricht · Montfoort · Naarden · Ommen · Ootmarsum · Rhenen · Roermond · Rijssen 
· Sittard · Sneek · Steenbergen · Terborg · Valkenburg · Zaltbommel · Zwolle